# Anne-Marie Beretta
Anne-Marie Beretta (Béziers, 1937) es una diseñadora de moda francesa.

## Biografía
Anne Marie Beretta nació en 1937 en Béziers (Francia). Se trasladó a París en 1957 cuando tenía veinte años, alentada por Roger Bauer a emprender una carrera en el campo de la moda.
En los años cincuenta, Beretta trabajó para Antonio Castillo, diseñando trajes para teatro. Trabajó también para Jacques Esterel durante un tiempo, hasta 1965, cuando colaboró con Pierre d'Alby en el lanzamiento de una lína de vestido de lino marrón, que obtuvo reseñas positivas. En seguida, realizó diseños para Georges Edelman, Ramosport —con la que, en los años ochenta, revoluciona el concepto de impermeable— y para Bercher.
En el 1974, después casi veinte años de práctica, Anne-Marie Beretta fundó su propia marca de pret-a-porter. Su estilo de dibujo, serio y oscuro, derivaba de su visión de los vestidos como "esculturas móviles". Beretta dedicó su creatividad también a la realización de indumentaria de esquí, y dibujó también una colección de elegantes vestidos sobre medida para Max Mara y para Marina Rinaldi. Signo distintivo de las creaciones Beretta eran las líneas asimétricas y el jugar con las proporciones: pasaba de abrigos con cuellos amplios a pantalones hasta la mitad de la pantorrilla.
Sus pinturas y objetos utilitarios han sido exhibidos en París entre 1995 y 1997.
En 1986 Anne-Marie Beretta fue galardonada con el título honorífico de Caballero de las Artes y las Letras del gobierno francés.